# Chorinaeus excessorius
Chorinaeus excessorius är en stekelart som beskrevs av Davis 1897. Chorinaeus excessorius ingår i släktet Chorinaeus och familjen brokparasitsteklar. Inga underarter finns listade i Catalogue of Life.